# José Delgado (militar)
José Delgado (Tepic, Nayarit; 1851-1915) fue un militar mexicano que participó en la Revolución mexicana.

## Biografía
Nació en Tepic, Nayarit, en 1851. Ingresó en el Colegio Militar y en 1877 ya pertenecía a la Plana Mayor de Ingenieros; estuvo en los cuarteles de Campeche, Yucatán y Tamaulipas, donde llevó a cabo obras materiales, y en 1883 formó parte de la Comisión enviada a Paso del Norte para hacer el reconocimiento de la línea divisoria entre México y Estados Unidos. 
En 1910 volvió al servicio militar, como general brigadier. Fue jefe de armas en Chiapas, en San Jerónimo, Oaxaca y Sinaloa. Defendió al Gobierno de Francisco I. Madero contra el orozquismo, pero después se puso a las órdenes de Victoriano Huerta. Durante la presidencia de este fue gobernador interino de Zacatecas, del 17 de junio al 11 de noviembre de 1913. Destacó en la lucha contra los revolucionarios, especialmente después de la primera toma de Zacatecas, plaza que logró arrebatarle a Pánfilo Natera García. En marzo de 1914, ascendió a general de división. Al caer Victoriano Huerta, fue puesto en el Depósito de Generales, Jefes y Oficiales del Ejército Federal, pero al poco tiempo se unió a la Convención de Aguascalientes, en concreto al contingente villista, en el que sirvió durante la campaña del Bajío. 
Murió en 1915 al tratar de cruzar la frontera norte del país, a manos de tropas villistas, quienes lo confundieron. 